# Flickingeria fimbriata

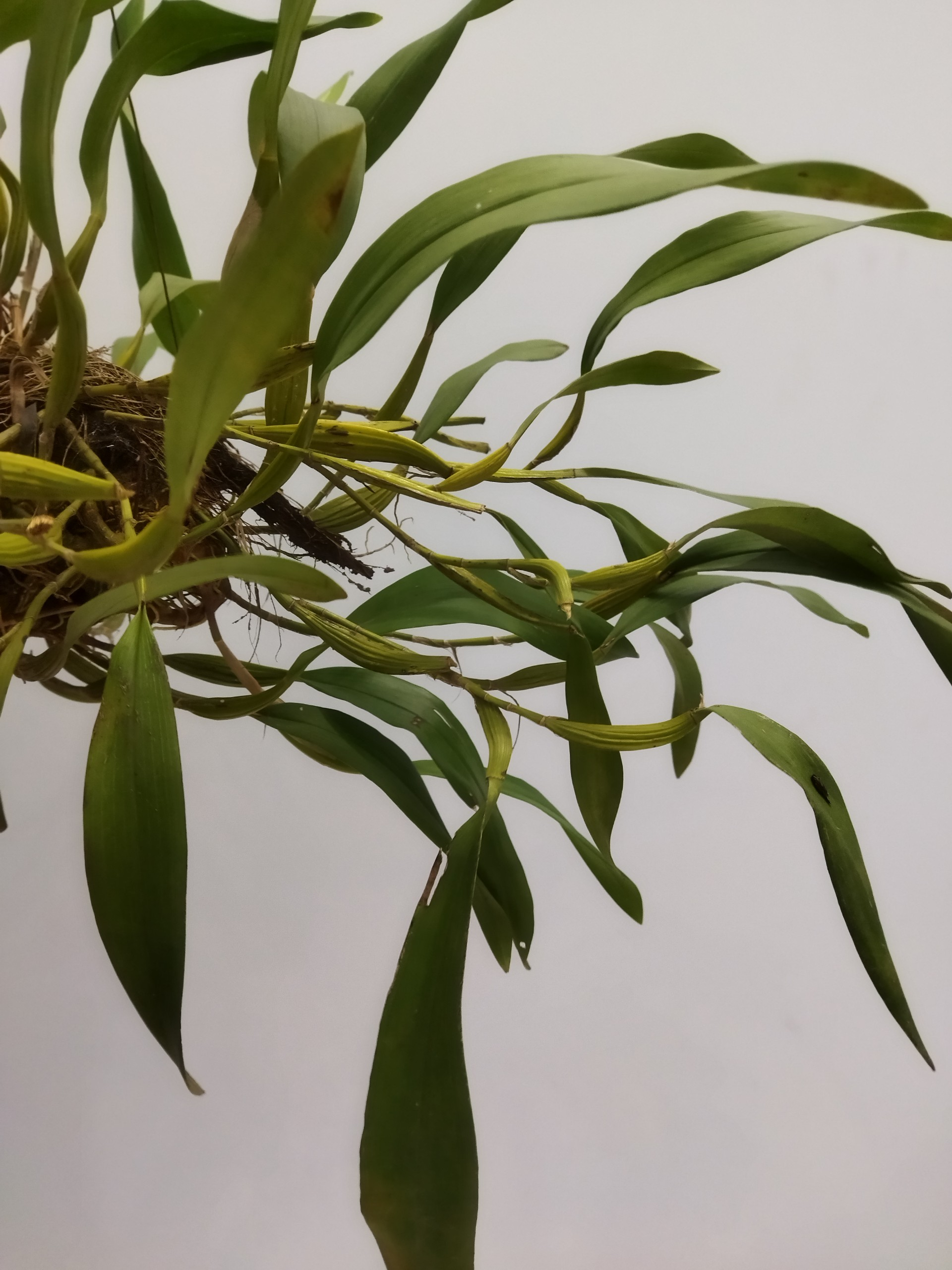
Lan thạch hộc mi - Dendrobium plicatile

Dendrobium plicatile là một loài thực vật có hoa trong họ Lan. Loài này được (Blume) A.D.Hawkes mô tả khoa học đầu tiên năm 1965.

## Phân bố
1. Cây phân bố ở Việt Nam, Thái Lan, Ấn Độ, Trung Quốc, Malaysia, Indonesia, Philippin,....

## Đặc điểm
- Thân dài khoảng 5–10 cm, giả hành căng, thân tơ có mảnh lụa trắng mỏng, mỗi giả hành mang một lá. Thường mọc thành bụi lớn.
- Lá hình giáo, dài khoảng 15–20 cm, rộng 2,5 cm, màu xanh tươi khi còn non và đậm khi phát triển hoàn chỉnh.
- Rễ nhỏ khoảng 0.8–1 mm, dài, nhiều.
- Hoa ở cuống lá- đầu giả hành, hoa màu vàng ngà, có đốm đỏ nhạt, lưỡi màu trắng viềng nhăn, hoa có mùi thơm.
- Trước đây nó được coi là Flickingeria fimbriata trong chi Flickingeria (không còn được chấp nhận). Thay thế bằng tên: Dendrobium plicatile